# نادي فيندام
نادي فيندام هو نادي كرة قدم هولندي أٌسس عام 1894. يلعب النادي في الدوري الهولندي لكرة القدم الدرجة الثانية.